# Romulus Cojocaru
Romulus Cojocaru (9 august 1934, Punghina, Mehedinți – 31 martie 2007) a fost un poet, romancier, prozator, editor de reviste și avocat român.

## Biografie
A absolvit Școala Pedagogică din Drobeta Turnu Severin în 1954 și Facultatea de Drept din București în 1961.
Cojocaru a debutat cu poezie în revista Luceafărul în 1960. Primul volum de poezii, Punct căzut, a fost publicat de Editura Tineretului în 1969.
A colaborat la revistele România literară, Luceafărul, Ramuri, Tribuna, Orizont, Cronica și Convorbiri literare. Din 2000 a fost directorul revistei Caligraf. 
A primit Premiul Uniunii Scriitorilor din Romania pentru volumele: Flori de mac (1978), Ristea împărat (1982) și Tărășenii (1999).

## Lucrări scrise
Sursa: 

### Volume de poezie
- Punct căzut, poezii, Editura Tineretului, 1969[2]
- Poeme (1975)
- Flori de mac, Editura Cartea Românească, 1978[3]
- Clar de pământ (1979)
- Vorbele vântului (1981)
- Stihuri (1982)
- Pasărea albă(1977)
- Poezii (2002)

### Romane
- Nunta, roman, Editura Cartea Românească, 1968
- Apărătorul se apără, col. Scorpionul, Editura Dacia, Cluj-Napoca, 1974
- Apărătorul în derută, Editura Facla, 1979[4]
- Apărătorul acuză, Editura Scrisul Românesc, 1981[5]
- Ristea împărat, Editura Scrisul Românesc, 1984[6]
- Împărații, roman, Editura Cartea Românească, 1985[7]
- Poveste de dragoste, Editura Eminescu, 1988[8]
- Părinții, roman, Editura Militară, 1989, ISBN 973-32-0036-0[9]
- Femeia, precum un șarpe, Editura Scrisul Românesc, 1992, ISBN 973-39-0087-2[10]
- Apărătorul și zeița, roman, Editura Carpați, 1992, ISBN 973-95706-0-7[11]
- Noaptea lupilor, roman, Editura Militară, 1993, ISBN 973-32-0350-5[12]
- Întoarcerea, roman, Editura Scrisul Românesc, 1997
- Cuibul de rândunică roman, 1998

### Povestiri
- Tărășenii, 1995

## Viață personală
Fiul său este avocatul Tom-Mac-Bil-Bob-Constantin Cojocaru.